# Gallia Transalpina
Gallia Transalpina egyike volt az ókori római provinciáknak. Galliát, azaz a gallok földjét két részre osztották: Gallia Cisalpina provincia az Alpok "innenső" (Rómához közelebbi), Gallia Transalpina pedig a túlsó oldalán volt, a mai Franciaországban. Az utóbbi Kr. e. 121-ben lett római provincia. Később az Alpokon túli Gallia egész területének meghódításával több külön provinciát alakítottak ki a gall területeken, amelyek neve Gallia Aquitania, Gallia Belgica, Gallia Lugdunensis, Gallia Narbonensis és Helvetia volt. A korábbi Gallia Transalpina területének nagyjából Gallia Narbonensis felelt meg, amely a nevét a Kr. e. 118-ban alapított Narbo Martius (a mai Narbonne) római kolónia után kapta.